# Hoofdweg 95 (Nieuw-Beerta)

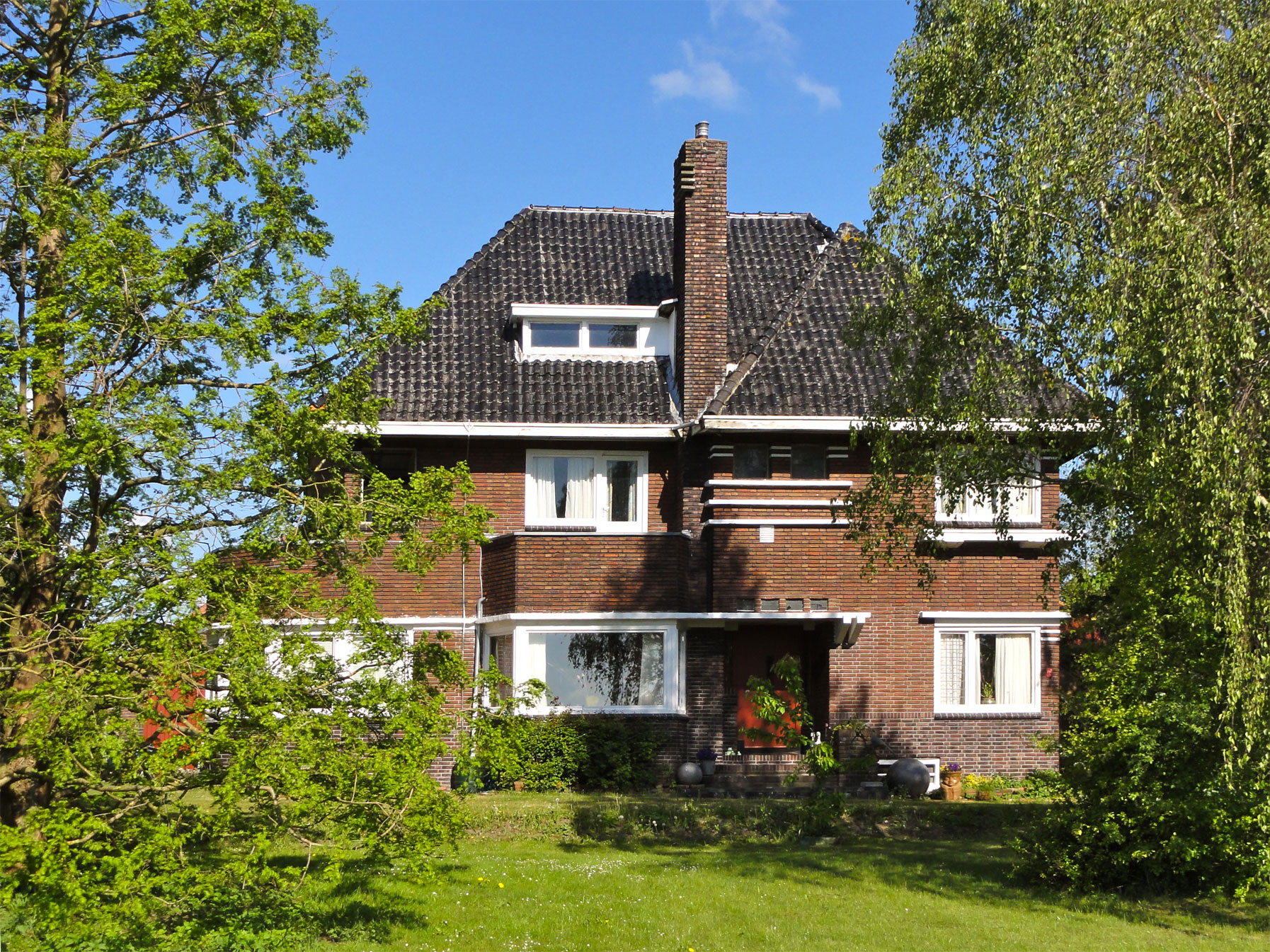
De villaboerderij aan de Hoofdweg 95 te Nieuw-Beerta anno 2011

De villaboerderij aan Hoofdweg 95 in Nieuw-Beerta in de Nederlandse provincie Groningen werd in 1934 gebouwd in een aan de Amsterdamse School verwante bouwstijl in opdracht van Everhardus Hendrik Leemhuis. De bij de boerderij behorende schuur dateert uit 1810. De boerderij ligt op een gedeeltelijk omgracht perceel.

## Beschrijving
De villa aan de Hoofdweg 95 te Nieuw-Beerta werd in 1934 ontworpen door de in die periode in Finsterwolde woonachtige architect K. Westerman (1892-1965). Dezelfde architect ontwierp voor H.R. Leemhuis in dezelfde bouwstijl een renteniersvilla aan de Verlengde Hoofdweg 2 te Nieuw-Beerta.
De architect heeft gebruikgemaakt van strakke geometrische patronen. Door middel van inspringende geveldelen en strakke rechthoekige betonnen decoraties heeft de villa een expressionistisch uiterlijk. De entree bevindt zich in een portiek in een vooruitstekend gedeelte van de oostelijke gevel. Een betonnen luifel boven het portiek wordt verlengd met een latei die doorloopt boven een erker en de rest van het linker gedeelte van de voorgevel. Boven de erker bevindt zich een balkon met gemetselde borstwering. Rechts daarvan een sober gedecoreerde, gemetselde schoorsteen, die hoog boven het dak uitsteekt.
De villaboerderij is erkend als rijksmonument onder meer vanwege de cultuurhistorische waarde, de markante ligging, de vrij hoge mate van gaafheid en als voorbeeld van zowel de toegepaste bouwstijl in deze periode en van het werk van de architect Westerman.